# Сонограф
Сонографът (на латински: sonus – звук и на старогръцки: γράφω – пиша) е уред, който по графичен път представя спектрите на звуковете на речта. Той е единственият апарат, който позволява да се проследи динамиката на речта посредством регистрираната форматна картинина, откъдето идва и названието „видима реч“ (visible speech). Това се постига с възможността магнитният диск на сонографа да запише цели думи и изречения с времетраене 2,4 секунди. Анализираната от филтрите на апарата реч се визуализира посредством писец върху специална хартия, прикачена върху въртящ се барабан. Времето за анализ е 5 минути. От контакта на писеца с хартията се получават обгаряния върху горния слой на хартията, които всъщност представляват формантните образувания. Получената картина се нарича спектограма или сонограма. Сонограмният лист е дълъг 32,5 см. и е широк 14,5 см.